# 勞埃德角
勞埃德角（英語：Cape Lloyd），是南極洲的海岬，位於南設得蘭群島的克拉倫斯島，處於該島北端，名稱最早出現在1821至1825年之間，現時由南極條約體系管理。